# Mind Accumulation
Mind Accumulation est une œuvre de l'artiste israélienne Micha Laury. Il s'agit d'une sculpture abstraite en acier inoxydable conçue en 1988. Elle est installée dans le musée de la sculpture en plein air de Paris, en France.

## Description
L'œuvre est une sculpture. Elle est composée de trois éléments distincts en acier inoxydable. Les deux premiers éléments sont composés de deux cônes tronqués, de section ovale et reliés par leur plus petite base, à la manière d'un sablier ; le premier élément est posé verticalement, le deuxième horizontalement.
Entre ces deux éléments, un double tube d'une dizaine de mètres de long serpente en formant plusieurs ondulations avant de reboucler sur lui-même. Il est posé en hauteur, sur plusieurs tréteaux.
Un cartel indiquant les noms de l'œuvre et de l'auteur, ainsi que la date de création et le matériau utilisé, est posé à même le sol près de l'œuvre.

## Localisation
La sculpture est installée dans le musée de la sculpture en plein air, un lieu d'exposition d'œuvres de sculpteurs de la seconde moitié du XXe siècle, dans le jardin Tino-Rossi, sur le port Saint-Bernard et le long de la Seine, dans le 5e arrondissement de Paris.

## Artiste
Micha Laury (né en 1966) est un artiste israélien